# Nina Kreutzmann Jørgensen
Nina Kreutzmann Jørgensen (auch bekannt als Nina; * 17. Juli 1977 in Nuuk) ist eine grönländische Sängerin und Schriftstellerin.

## Leben und Karriere
Nina lernte auf dem Gymnasium in Nuuk Julie Berthelsen, Malik Hegelund Olsen und Nuka V. Petersen kennen, die zusammen eine Musikgruppe gründeten, die englisch- und grönländischsprachige Klassiker sang. Ab 1995 trat Nina auch häufiger alleine mit Julie auf und beide zusammen waren häufig Gastmusikerinnen in anderen Bands. 1997 wurde die Band Qulleq gegründet, deren Frontsängerin Nina war. Nachdem sie an drei Alben mitgewirkt hatte, verließ sie die Band später, bevor diese sich 2010 ganz auflöste. Das Quartett um Nina aus Schulzeiten gab 1998 zusammen mit Ole Kristiansen und seiner Band mit Sarsuasut eine Reihe bekannter grönländischer Lieder heraus, die sie zu einem Musical der in Grönland berühmten traditionellen Theatergruppe Silamiut umgestaltet hatten. Sarsuasut wurde auch in Island und Dänemark gespielt. 2001 war Nina Teil eines zwölfköpfigen Chors, der die isländische Sängerin Björk auf ihre Welttournee begleitete. Im selben Jahr war sie Teil des Albums Zedna, das Gold erreichte und von vielen bekannten Musikern in Grönland aufgenommen worden war.
2003 plante sie den Start ihrer Solokarriere, aber ihr Debütalbum Eqqissineq kam wegen verschiedener Gründe erst 2008 raus. Das Album erreichte ebenfalls Goldstatus in Grönland und Nina trat damit in Grönland und Dänemark auf. 2010 war sie gemeinsam mit Mads Lumholdt Frontsängerin von Julies Chor bei der dänischen Fernsehmusikshow AllStars, der schließlich gewann. 2016 gab sie ihr zweites Soloalbum heraus, das jedoch dänischsprachig ist, was in der grönländischen Musikszene eher unüblich ist. Inhalt des Albums sind fiktive Geschichten von zehn skandinavischen Frauen, zu denen sie gleichzeitig die Novellensammlung Hun står i nordenvind herausgegeben hatte.
Ende Januar 2019 wurde die bekanntgegeben, dass Nina zusammen mit Julie mit ihrem englisch-grönländischen Lied League of Light am Dansk Melodi Grand Prix 2019 teilnehmen wird. Nina ist seit langem ein großer Fan des Dansk Melodi Grand Prix und des Eurovision Song Contest. Beide erreichten den zweiten Platz hinter Leonora, die Dänemark schließlich beim Eurovision Song Contest 2019 vertreten durfte.
Obwohl ihre Alltagssprache Dänisch ist, bevorzugt sie es, auf Grönländisch zu singen.
Neben ihrer Musikkarriere ist Nina Lehrerin an der Privatschule in Nuuk. Von Juni bis Oktober 2020 war sie kurzzeitig Vorsitzende des grönländischen Roten Kreuzes.
Sie ist verheiratet mit ihrem ehemaligen Bandkollegen Malik Hegelund Olsen (* 1979), mit dem sie zwei Kinder hat. Sie ist die ältere Schwester der Regisseurin Pipaluk K. Jørgensen (* 1981).